# マルコ・カッセッティ
マルコ・カッセッティ（Marco Cassetti、1977年5月29日 - ）は、イタリア・ブレシア出身の元同国代表サッカー選手。現役時代のポジションはDF、MF。

## 経歴
サイドアタッカーとしてもプレーできるドリブルを持ち、レッチェ時代には輝きを放った。
2007-08シーズン、トネットが怪我で離脱したときに急遽左サイドバックを任されたが、動じることなくプレー。それからは、左サイドバックとしての出場も増えてきている。2009年12月6日のラツィオとのローマダービーでは、負傷したメクセスに代わり途中出場すると、自らのボールカットから最後はボレーシュートを決め、決勝点を挙げた。
イタリア代表としては2005年3月30日のアイスランド戦（パドバ）で代表デビューを飾った。

## 所属クラブ
- ACモンティキアーリ 1996-1998
- ACルメッツァーネ 1998-2000
- エラス・ヴェローナFC 2000-2003
- USレッチェ 2003-2006
- ASローマ 2006-2012
- ウディネーゼ・カルチョ 2012-2013

→  ワトフォードFC 2012-2013 (loan)
- ワトフォードFC 2013-2014